# Gerlinde Riedl
Gerlinde Riedl (* 25. April 1970 in Wolfsberg) ist eine österreichische Kulturmanagerin und Museumsleiterin. Seit 2022 ist sie Direktorin des Kunst Haus Wien, Museum Hundertwasser.

## Leben
Gerlinde Riedl wurde am 25. April 1970 in Wolfsberg geboren. 1988 begann sie ihr Studium der Publizistik und Kommunikationswissenschaft sowie der Musikwissenschaft und Germanistik (ab 1993) an der Universität Wien. Von 1990 bis 1993 studierte sie Sologesang und Schauspiel/Musical am Konservatorium der Stadt Wien und absolvierte zahlreiche Konzerte als aktive Sängerin.
Zwischen 1994 und 2002 war Riedl in verschiedenen Unternehmen und Organisationen als freie Redakteurin, Pressereferentin und PR-Managerin tätig. Danach arbeitete sie als innenpolitische Redakteurin für die steirische Wochenzeitschrift DIE NEUE in Wien. Elf Jahre war sie Mediensprecherin und Fachreferentin bei der Stadt Wien, im Büro des Stadtrates für Kultur, Wissenschaft und Sport, Andreas Mailath-Pokorny. Ab 2017 war Gerlinde Riedl Geschäftsführerin der Stadt Wien Marketing GmbH. In dieser Funktion war sie für zahlreiche Großevents der Stadt verantwortlich.
Seit dem 2. Quartal 2022 ist Gerlinde Riedl als Nachfolgerin von Bettina Leidl Geschäftsführerin des Kunst Haus Wien. In der Kunst- und Kulturszene wurde diese Besetzung scharf kritisiert, da Gerlinde Riedl die entsprechenden Erfahrungen und Qualifikationen fehlten.
Unter der Leitung von Gerlinde Riedl wurde das Kunst Haus Wien ab Juni 2023 saniert. Weiter erfolgte erstmals seit Eröffnung des Hauses 1991 eine Neuaufstellung der im Museum beheimateten weltweit größten Werksammlung des Künstlers Friedensreich Hundertwasser.

## Kontroverse
Anfang 2025 wurden interne Vorwürfe gegen Gerlinde Riedl öffentlich. Nach mehreren Mitarbeitermeldungen wurde von der Wien Holding ein Compliance-Verfahren gegen Gerlinde Riedl eröffnet.

## Auszeichnungen
Im Jahr 2022 wurde Gerlinde Riedl in der Kategorie Kultur zum Kopf des Jahres der Bezirke Völkermarkt und Wolfsberg in Kärnten gewählt.